# Couponschneider
Couponschneider ist eine sozialgeschichtlich verbreitete, wertende Beschreibung für die als Unmoral empfundene leistungslose Gewinnerzielung von Aktien-Besitzern, früher häufig auch „Rentier“ genannt.
Ein Coupon oder Kupon ist ein Schein, der Aktienurkunden und Wertpapieren beigefügt ist. Gegen Einreichung des Coupons zahlt die Bank die jeweils fällige Dividende aus. Coupons sind für einen längeren Zeitraum auf einem Bogen zusammengefasst.
Die negative Konnotation dieses Ausdrucks zielt vor allem auf die Vorstellung ab, dass der Couponschneider nichts leisten muss, als ab und zu einen Coupon vom Bogen abzutrennen, um damit seinen Lebensunterhalt zu bestreiten. In diesem Sinne taucht der Ausdruck bereits in der Literatur des 19. Jahrhunderts auf, aber auch heute noch in der aktuellen Wirtschafts- und Tagespresse. Noch negativer wird die Konnotation durch den häufig bestehenden Verdacht, durch anonyme Einlösung des Coupons Steuerhinterziehung zu betreiben.
Couponschneider wurden früher jene Anleger abschätzig genannt, die alljährlich die Schere zur Hand nahmen, nach der Feststellung des Jahresgewinnes einen Coupon abschnitten, einreichten und damit ihren Gewinnanteil für ihr in eine Firma investiertes Kapital ausbezahlt bekamen.
Zu den bekanntesten historischen Beispielen gehört der bekannte Philosoph des 19. Jahrhunderts Arthur Schopenhauer. Als reicher Erbe lebte er als Privatier und Couponschneider ohne wirtschaftliche Sorgen.